# Cubaris ambitiosa
Cubaris ambitiosa är en kräftdjursart som först beskrevs av Gustav Budde-Lund 1885.  Cubaris ambitiosa ingår i släktet Cubaris och familjen Armadillidae. Inga underarter finns listade i Catalogue of Life.